# 石坂善次郎
石坂 善次郎（いしざか ぜんじろう、1871年9月17日（明治4年8月3日） - 1949年（昭和24年）2月26日）は、日本の陸軍軍人。最終階級は陸軍中将。旧姓・山本。

## 経歴
兵庫県出身。山本庄五郎の二男として生まれ、陸軍軍医総監・石坂惟寛の養嗣子となる（本籍・岡山県）。陸軍幼年学校を経て、1890年7月、陸軍士官学校（1期）を卒業、 1890年（明治23年）7月29日の官報によると、陸軍士官学校第1期を砲兵科6番/19名で卒業している。翌年3月、砲兵少尉に任官し近衛砲兵連隊付となる。1895年11月、陸軍砲工学校を卒業。さらに、1900年12月、陸軍大学校（14期）を卒業した。
参謀本部出仕、参謀本部員、ウラジオストク駐在、大本営付などを経て、1904年3月、第2軍諜報参謀として日露戦争に出征した。戦後、ロシア差遣、オデッサ駐在となった。1909年11月、野砲兵第5連隊長となり、次に第5師団参謀長を務めた。第一次世界大戦ではロシア大本営付となり観戦武官としてロシア軍に従軍した。
1916年8月、陸軍少将に昇進。翌年1月から1918年4月までロシア大使館付武官を務めた。野戦重砲兵第1旅団長を経て、シベリア出兵では浦塩派遣軍司令部付となり、1919年2月から1921年3月までハルピン特務機関長を務める。1920年8月、陸軍中将に進級。1921年4月から由良要塞司令官を務めた後、翌年8月に待命となる。1924年3月、予備役に編入された。その後、遊就館長を務めた。

## 栄典
位階
- 1892年（明治25年）2月3日 - 正八位[5]
- 1893年（明治26年）12月16日 - 従七位[6]
- 1897年（明治30年）12月15日 - 正七位[7]
- 1903年（明治36年）3月20日 - 従六位[8]
- 1905年（明治38年）10月10日 - 正六位[9]
- 1910年（明治43年）12月10日 - 従五位[10]
- 1915年（大正4年）12月28日 - 正五位[11]
- 1920年（大正9年）9月10日 - 従四位[12]

勲章等
- 1895年（明治28年）11月18日 - 明治二十七八年従軍記章[13]
- 1902年（明治35年）11月29日 - 勲五等瑞宝章[14]
- 1906年（明治39年）4月1日 - 勲四等旭日小綬章・功三級金鵄勲章・明治三十七八年従軍記章[15]
- 1912年（明治45年）5月24日 - 勲三等瑞宝章[16]
- 1915年（大正4年）11月7日 - 旭日中綬章・大正三四年従軍記章[17]
- 1920年（大正9年）11月1日 - 旭日重光章・大正三年乃至九年戦役従軍記章[18]
- 1940年（昭和15年）8月15日 - 紀元二千六百年祝典記念章[19]

外国勲章佩用允許
- 1908年（明治41年）3月9日 – フランス共和国：レジオンドヌール勲章オフィシエ[20]
- 1927年（昭和2年）2月1日 - ポーランド：オドロゼニアポルスキー勲章コマンドール[21]

## 親族
- 実父・山本庄五郎[22]
- 養父・石坂惟寛[22]
- 妻・シツ ‐ 木原静一の長女[22]
- 長男・石坂寛一郎 ‐ 法学士
- 三男・石坂正義（1915-） ‐ 岳父に宇垣一成
- 娘婿 額田坦（陸軍中将）・松村知勝（陸軍少将）[1]